# آلودگی شیر در ایران

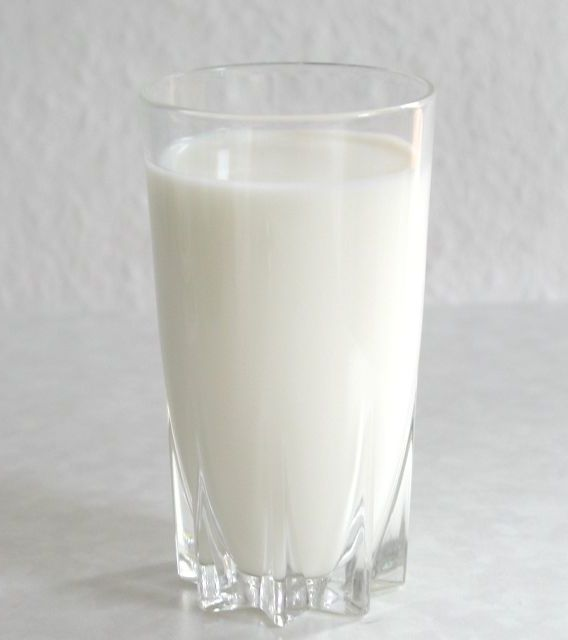
یک لیوان شیر گاو

آلودگی شیر در ایران، شائبه آلودگی شیرهای تولید برخی کارخانجات لبنی ایران است که در میان افکار عمومی و فضای مجازی مطرح گردید. این شائبه همراه با بروز اختلافاتی میان دولت و تولیدکنندگان بر سر قیمت نهایی شیر بود.

## شایعه آلودگی شیر در سال ۹۰
این شایعه از آنجا شدت یافت که برخی شیرهای تولید ایران بر اساس شایعات منتشر شده میان مردم، حتی پس از گذشت تاریخ مصرف فاسد نشده و به حالت عادی باقی می‌مانند و برخی دیگر از مردم نیز از تغییر مزه برخی شیرها ابراز نگرانی کردند. یک کارشناس آزمایشگاهی از احتمال دادن آنتی‌بیوتیک به گاوها سخن گفته که می‌تواند از وایتکس خطرناک‌تر باشد.
مقامات دولتی و تولیدکنندگان واکنش‌های مختلفی را در این باره ابراز کردند. در زنجیره تولید شیر شامل تولید شیر خام در دام‌پروری‌ها، انتقال شیر توسط ناوگان حمل شیر و نهایتاً کارخانجات تولید شیر در مضان اتهام قرار گرفتند.
این نگرانی وجود دارد که صنعت شیر که دچار بحران گسترده شده و نیمه‌مرده نامیده شده‌است، با گسترده‌تر شدن شایعه بیش از پیش دچار مشکل شده و ره بر واردات شیرخشک چینی که گمان آلودگی شدید بر آن می‌رود، هموار گردد.

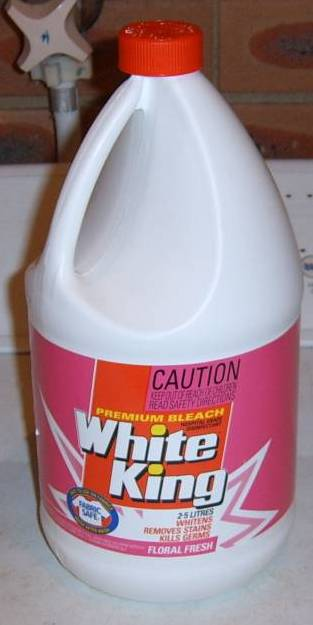
یک بطری محتوی آب ژاول

سایت سلامت نیوز در مرداد ۱۳۹۰ به نقل از یک منبع آگاه نوشت که مسئولان وزارت بهداشت ایران در کنترل شیرهای تولید شده در اصفهان به مسئله آلودگی به وایتکس برخورده‌اند. در واکنش به این خبر، روابط عمومی اداره کل استاندارد و تحقیقات صنعتی استان اصفهان اعلام کرد که این موضوع تنها یک مورد از میان ۲۰۰ واحد و به‌دلیل سهل‌انگاری در شستشوی ظروف بوده‌است: «سال گذشته در یک مقطع خاص بیش از ۲۰۰ مورد نمونه شیر خام گرفته شده از دامداری‌ها و گاوداری‌های سطح استان، فقط یک مورد آلودگی آن‌هم در مراحل اولیه یعنی پیش از انجام پاستوریزاسیون و سایر اعمال و نظارت‌های بهداشتی، مشاهده شد… در اثر سهل‌انگاری متصدی شیردوشی گاوداری مربوط، در مرحله شست‌وشوی پس از ضدعفونی ظروف شیردوشی به وجود آمده بود که با پیگیری و تذکر جدی اداره کل استاندارد و تحقیقات صنعتی استان اصفهان این مشکل رفع شد و پس از آن نیز هیچ‌گونه آلودگی و مشکل در شیر و سایر فراورده‌های لبنی تولید شده در استان به صورت جدی مشاهده نشد."
معاون تولید شرکت پگاه فارس در بهمن ۱۳۹۰ طی گفتگو با رادیو ایران استفاده از وایتکس در این شرکت را تکذیب کرد و گفت: «ما با فرایند حرارتی پاستوریزاسیون و استریلیزاسیون با اعمال دمای بالاتر از ۱۴۰ درجه سانتیگراد تمام میکروب‌های بیماری‌زای موجود در شیر را نابود می‌کنیم. پس نیازی به افزودن مواد خطرناک و سمی از قبیل وایتکس به شیر نیست.»

### انجمن حمایت از حقوق مصرف‌کنندگان
خرداد ۱۳۹۰ رئیس این انجمن اعلام کرد که «موضوع وجود وایتکس در شیر سنتی و صنعتی از مدت‌ها پیش به انجمن گزارش شده بود و در حال پیگیری است.»

### نظر برخی کارشناسان بهداشتی
پس از اظهار نظر رئیس اتحادیه لبنیات کشور مبنی بر اینکه «حد استاندارد بار میکروبی شیر ۱۰۰ هزار و در نهایت یک میلیون واحد است که این میزان در مورد تولیدات داخلی به ۲۰ میلیون نیز می‌رسد». روزنامه تهران امروز به تاریخ ۱۹ اردیبهشت ۱۳۹۱ با چند کارشناس صنایع غذایی گفتگو کرد که آلودگی برخی شیرها را تأیید کردند.
جواد وکیلی گیلانی، رئیس هیئت مدیره مرکز همکاری‌های امور دام با تأکید بر اینکه کارخانه‌ها باید از تحویل شیر با بار میکروبی بالا خودداری کنند، هم می‌گوید: «متأسفانه از کل تولید شیر در کشور، تنها دو میلیون تن شیر تولید شده در دامداری‌های صنعتی به‌صورت بهداشتی تولید می‌شود».
کارشناس دیگری نیز بدین روزنامه گفت: «هرچند بار میکروبی شیرها از حد استاندارد اروپا و آمریکا بالاتر است اما غیر از موارد شدید، عاملی برای مسمومیت افراد به‌شمار نمی‌آید. این بار میکروبی شیرها به علت مقاومت دستگاه گوارش ایرانیان آسیب‌زا نیست». اما رسول دینارود معاون سابق وزیر بهداشت می‌گوید: «آلودگی غذا در ایران سالی ۳۵ هزار نفر را می‌کشد و میلیاردها تومان خسارت اقتصادی به بار می‌آورد»..
یکی از کارشناسان به این روزنامه گفته‌است: «شیر سالم حالت شیمیایی قلیایی دارد اما زمانی که بار میکروبی آن از حد مجاز می‌گذرد، اسیدی می‌شود. کارخانه‌داران برای جلوگیری از این اتفاق به آن «آب ژاول» یا «وایتکس» اضافه می‌کنند. این عمل باعث می‌شود تا دوباره حالت شیمیایی شیر قلیایی شود. از طرف دیگر اداره استاندارد هم متوجه این قضیه نمی‌شود، چون نتیجه این عمل قابل اثبات نیست!» ادعای مطرح‌شده این است که گفته می‌شود که برای نگهداری و کاهش فلور میکروبی شیر خام در دامداری‌ها و کارخانه‌های لبنی از آب‌ژاول (وایتکس) استفاده می‌گردد، اما کارشناس دیگری معتقد است: «نباید این مسئله را به همهٔ کارخانه‌داران تعمیم داد. الان کارخانه‌های زیادی هستند که مسایل ایمنی و بهداشتی را رعایت می‌کنند ولی فعالان حوزه تغذیه و سلامت خوب می‌دانند که برخی کارخانه‌های سودجو، برای آنکه مجبور نشوند پول بیشتری برای تهیه شیر استاندارد بدهند، از وایتکس استفاده می‌کنند».
روزنامه تهران امروز در شماره‌های بعدی خود خبر داد که پس از انتشار این گزارش با تهدید و تکذیب تولیدکنندگان مواجه شد.
موسی‌خانی متخصص آزمایشگاه «مبناء» به این روزنامه می‌گوید: «متأسفانه برخی دامداران در شیر وایتکس می‌ریزند تا بار میکروبی آن پایین بیاید». البته او معقتد است که تقلبات در این زمینه بسیار زیاد است. «برخی کارخانه‌ها گرفتار تقلب می‌شوند؛ مثلاً برخی اوقات دامداران آنتی‌بیوتیک به دام می‌دهند و همین مسئله برای مصرف‌کنندگان محصولات لبنی مشکل ایجاد می‌کند». او اعتقاد دارد مسئله آنتی‌بیوتیک‌ها از مسئله استفاده وایتکس مهم‌تر است.

### مقامات دولتی
واکنش مقامات دولتی به این شایعات متفاوت بود. بهروز جنت معاون غذای سازمان غذا و داروی وزارت بهداشت در مصاحبه‌ای با روزنامه جوان در ۲۱ اردیبهشت ۱۳۹۱ احتمال آلودگی برخی شیرها را رد نکرد و گفت: «این مشکل به صورت گسترده در تولیدات کارخانه‌های لبنی ما وجود ندارد، چراکه هم سازمان دامپزشکی بر سلامت شیرهایی که تحویل کارخانه می‌شود مهر تأیید می‌زند و هم مسئول فنی کارخانه این موضوع را کنترل می‌کند.»
مجید حاجی فرجی رئیس انستیتو تحقیقات تغذیه و صنایع غذایی دانشگاه علوم پزشکی شهید بهشتی در مصاحبه‌ای در ۲ خرداد ۱۳۹۱ گفت: «در هر جایی امکان آن هست و باید مراقبت کرد که رخ ندهد و افراد سودجو نتوانند سازمان‌های مسئول را دور بزنند اما مسئله مهم‌تر این است که نباید کاری کنیم که سرانه مصرف شیر در کشور پایین بیاید… در شرایط فعلی هم سرانه مصرف شیر در کشور ما بسیار پایین و در حدود یک سوم حد لازم است و اگر مردم با اعلام این مسائل نگران شوند، ممکن است، میزان سرانه مصرف شیر در کشور از این هم پایین‌تر بیاید.»
در عین حال سعیدرضا رضایی، مشاور جنت در معاونت امور غذایی به‌طور کلی این موضوع را شایعه دانست: «بنده هم چنین مطالبی را در سایت‌ها دیده‌ام اما این مطالب شایعات است و صحت ندارد و هیچ‌یک از افرادی که در این مورد مطلبی اعلام کرده‌اند، مستندی ارائه نکرده‌اند، با این حال این موضوعی است که قابل پیگیری است و اگر فردی شکایتی داشته باشد یا مستندی ارائه کند در سازمان غذا و دارو پیگیری می‌کنیم.»

### اظهارات تولیدکنندگان
در میان تولیدکنندگان فراورده‌های لبنی مدیرعامل شرکت زرین غزال که تولید محصولات بستنی دایتی و لبنیات آپادا را برعهده دارد، رخداد این تخلف از سوی برخی تولیدکنندگان را تأیید کرده و گفت: «برخی تولیدکنندگان مواد لبنی نه تنها مواد شوینده به محصولات خود می‌افزایند، خیلی از خطاهای غیربهداشتی را نیز مرتکب می‌شوند.»
رضا باکری، دبیر انجمن صنایع لبنی ایران نیز در مصاحبه‌ای با سایت خبرآنلاین در ۱ خرداد ۱۳۹۱ گفت: «شرکت‌های تولیدکننده محصولات لبنی بزرگ شیرهای متفرقه خریداری نمی‌کنند. این شرکت‌ها سه و نیم میلیون تن شیر خام تولیدی گاوداری‌های صنعتی را خریداری و عمل آوری می‌کنند. به‌طور قطع و یقین و بدون هیچ شک و تردیدی هیچ آثاری از افزودنی‌هایی مانند وایتکس در محصولات شرکت‌های بزرگ مشاهده نمی‌شود». وی اعتقاد دارد اگر چنین اتفاق‌هایی در تولیدهای زیرزمینی مانند ماست‌بندی‌ها به وقوع بپیوندد ارتباطی به صنعت لبنیات ندارد.
انجمن صنایع لبنی ایران در بیانیه‌ای اعلام کرد: «وجود وایتکس را در شیر تولیدی کارخانجات یک شایعه اعلام کرد. دست‌های پنهان برای لاپوشانی کسر تولید شیر خام کشور اقدام به انتشار شایعاتی دایر بر وجود وایتکس در شیر تولیدی کارخانجات می‌نمایند تا بدینوسیله با مشوش کردن افکار عمومی و با توسعه بی‌اعتمادی مردم به مصرف شیر، نیاز جامعه را کاهش داده و به خیال خود عرضه و تقاضا را در جامعه بالانس نموده و کاهش شیر خام کشور را از معرض دید جامعه پنهان نگه دارد. انجمن صنفی صنایع لبنی ایران صراحتاً انتشار چنین اخباری را محکوم و روش انتشاردهندگان خبرهای کذب را غیرانسانی تلقی می‌نماید و در صورت تکرار انتشار چنین اخباری از طریق مراجع قضایی تحت پیگرد قرار خواهد داد.»

### سازمان استاندارد
سازمان ملی استاندارد ایران در واکنش به گزارش خبرگزاری ایسنا در۲۷ خرداد ۱۳۹۱ اعلام کرد: «مراکز تولید صنعتی شیر (واحدهای لبنی) تحت نظارت و کنترل سازمان ملی استاندارد ایران و وزارت بهداشت، درمان و آموزش پزشکی هستند و در این مراکز مسؤولان کنترل کیفیت از شیر خام ورودی و فراورده‌های تولید شده نمونه‌برداری کرده و براساس استانداردهای ملی ایران مورد آزمون و ارزیابی قرار می‌دهند. این سازمان هرگونه استفاده از وایتکس را در مراکز تولید شیر صنعتی تکذیب و رد کرده‌است. بنا به اعلام سازمان ملی استاندارد، استفاده از وایتکس در شیر تاکنون در آزمایشگاه‌های این سازمان و آزمایشگاه‌های همکار مشاهده نشده‌است.»
خبرگزاری ایسنا در گزارش خود نوشته یود که «"کل فرایند تولید شیر باید در زنجیره سرد باشد و هیچ افزودنی نیز نباید به شیر زده شود، اما متأسفانه هم‌اکنون در واحدهای سنتی به منظور افزایش نگهدارندگی بعضاً به شیر وایتکس افزوده می‌شود.»

### پس از گذشت سه سال
حسین چمنی مشاور صنایع شیر ایران، در مرداد ۱۳۹۳ با اشاره به اینکه چند سال پیش، مسئله وجود وایتکس در شیر مطرح شده بود، گفت: ما سه سال پس از گذشت اطلاع‌رسانی نادرست یک کارشناس در مورد وجود وایتکس در شیر که بدون پشتوانه علمی مطرح شده بود هنوز نتوانستیم تبعات این امر را برطرف کنیم. وی افزود: طی این سه سال در کل کشور حتی یک مورد مشکوک و نه محکوم که کسی بیاید و ادعا کند این شیر را بررسی کنید من حدس می‌زنم درون آن وایتکس باشد پیش نیامده است. هیچ شیری با این اتهام به هیچ مرجع قضایی، نظارتی یا کارخانه تولیدی تحویل داده نشده‌است.

## شیر آلوده به پالم در سال ۱۳۹۳
در مرداد ماه سال ۱۳۹۳ شماری از مقام‌های دولتی از جمله وزیر بهداشت وجود روغن گیاهی در شیر پرچربی برخی از شرکت‌ها را تأیید کردند. تولیدکنندگان منکر استفاده از این روغن شدند و سازمان ملی استاندارد ایران این کار را ممنوع دانست. به گفته سید حسن قاضی‌زاده هاشمی (وزیر بهداشت و درمان) استفاده از روغن پالم در شیرهای پرچرب به اثبات رسیده‌است و این روغن به دلیل کیفیتی که دارد برای سلامتی مضر است. رئیس سازمان غذا و دارو نیز گفت: "روغن پالم حاوی اسید چرب و ترانس است که جزء چربی‌های مضر محسوب می‌شود و یکی از عوامل اصلی افزایش بیماری‌های قلبی و عروقی در کشور ماست. رئیس دبیرخانه شورای سیاستگذاری سلامت گفت: تا سال ۹۲ میزان واردات روغن پالم ۵۰ درصد روغن‌های مصرفی را تشکیل می‌داده‌است، از آنجایی که روغن پالم فاکتوری به نام اسید پالمیتولئیک دارد و این اسید به عنوان یک فاکتور ایجادکننده تصلب شرایین محسوب می‌شود و با توجه به این که روغن پالم میزان اسید چرب بالای ۵۰ درصد دارد، روغن مناسبی برای مصرف نیست. تا سال ۱۳۹۲ وزارت صنعت، معدن و تجارت مسئول واردات این روغن بود و از سال ۱۳۹۳ وزارت جهاد کشاورزی مسئولیت این کار را به عهده گرفت و مصوبات این وزارتخانه در این سال حداکثر میزان روغن پالم را ۳۰ درصد اعلام کرد.

در گزارشی از وبگاه سلامت‌نیوز در تاریخ ۱۳ مرداد ۱۳۹۳ به‌نقل از مدیر کل نظارت بر مواد غذایی وزارت بهداشت اعلام شده‌است: 
"تاکنون گزارشی از وجود روغن پالم در شیر و ماست در کشور نداشته‌ایم اما وزارت بهداشت مجوز استفاده از این روغن را در برخی محصولات لبنی مانند بستنی، پنیر پیتزا، کره و خامهٔ قنادی صادر کرده‌است."
وی گفت: وزارت بهداشت با توجه به مزایای چربی‌های گیاهی نسبت به چربی‌های حیوانی برای برخی محصولات لبنی اجازه استفاده از روغن‌های گیاهی را به عنوان جایگزین روغن حیوانی صادر کرده‌است از جمله این محصولات پنیر پروسس، پنیر پیتزا و پنیر خامه‌ای است، همچنین مجوز استفاده از این روغن در بستنی، خامه قنادی و کره‌های مالشی نیز از سوی وزارت بهداشت به تولیدکنندگان محصولات لبنی صادر شده‌است.
مدیر کل نظارت بر مواد غذایی وزارت بهداشت افزود، البته شرط استفاده از این روغن در این محصولات این است که حتماً بر روی بسته‌بندی این محصولات قید شود که مثلاً ۱۰ درصد روغن حیوانی این محصول با روغن پالم یا هر روغن گیاهی دیگر جایگزین شده تا مصرف‌کننده مطلع باشد. وی همچنین گفت، تاکنون گزارشی مبنی بر وجود روغن گیاهی در شیر یا ماست در کشور نداشته‌ایم اما با توجه به هشدار وزیر بهداشت نظارت‌ها در این مورد نیز دقیق‌تر می‌شود. البته نظارت وزارت بهداشت و نمونه‌گیری از محصولات غذایی در بازار یک فرایند دائمی است.
رضا باکری، رئیس انجمن صنایع لبنی در مورد استفاده روغن پالم برای تولید شیر پرچرب توسط برخی از کارخانه‌های صنایع لبنی از خود واکنش نشان داده و با متهم کردن وزیر به تشویش اذهان عمومی گفت که «دستگاه نظارتی کنترل کیفی محصولات مواد غذایی زیر نظر وزارت بهداشت و درمان است و اگر مجوزی برای تولید شیر چرب به کارخانه‌ای داده نشده بنابراین تشویش اذهان عمومی درست نیست و نباید این مسائل مطرح شود در ضمن اگر یک یا چند واحد متخلف وجود دارد که من از این موضوع اطلاعی ندارم نباید کل صنایع لبنی زیر سؤال برود».
بنابه برخی سایت‌های خبری، بررسی‌های میدانی سوپرمارکت‌های شهر تهران نمایان‌گر این نکته بوده‌است که با انتشار این اخبار، مردم اقدام به قهر زودهنگام و نخریدن شیر و ماست پرچرب، ماست‌های خامه‌ای و محصولات لبنی با چربی بالا کردند. در برخی سوپرمارکت‌ها فروش شیر پرچرب روندی نزولی پیدا کرد و با افتی محسوس مواجه شد و باعث برگشت خوردن بطری‌های شیر چربی بالا شد. در حوزه تولید و نظارت بر بازار محصولات لبنی و شیر، به گفتهٔ رئیس سازمان ملی استاندارد تنها یکی از شرکت‌ها تخلفش قطعی شده‌است. به گزارش برخی خبرنگاران، با تأیید تخلف بودن استفاده از روغن پالم، در ایران ۳۰۰ نوع فراوردهٔ لبنی تولید می‌شود که ۸ نوع از آن‌ها مجاز به مصرف چربی گیاهی هستند. پنیر پروسس آنالوگ، پنیر تازه با چربی گیاهی، پنیر خامه‌ای با چربی گیاهی، پنیر پیتزا پروسس، اسپریدهای مخلوط، شیرخشک با چربی گیاهی، بستنی پروبیوتیک و بستنی با استفاده از چربی‌های گیاهی مجاز به استفاده از چربی گیاهی هستند.
حسین چمنی مشاور صنایع شیر ایران در گفتگو با ایسنا، با اشاره به دو میلیون دامدار، ضمن انتقاد از نحوهٔ اطلاع‌رسانی، با بیان این‌که مسئله حائز اهمیت روش اطلاع‌رسانی نادرست دربارهٔ این موضوع بوده‌است، افزود: به نحوی اطلاع‌رسانی شد که گویا به کل محصولات لبنی پرچرب روغن پالم اضافه شده‌است در صورتی که باید کارخانه‌های متخلف صراحتاً به مردم معرفی شوند تا مردم شیر پالم‌دار نخورند نه این‌که به‌طور کلی شیر مصرف نکنند. چمنی بیان کرد فلسفهٔ وجودی ادارهٔ نظارت بررسی، شناسایی و معرفی متخلفان است، مشاور صنایع شیر ایران افزود: نحوهٔ وضع اطلاع‌رسانی نادرست در خصوص این موضوع، موجی ایجاد کرد که بر مصرف مردم تأثیر منفی داشته و در شرایطی که ما در حالت عادی نیز یک چهارم میانگین جهانی شیر مصرف می‌کنیم باید شفاف‌سازی لازم صورت گیرد.
بنابر صراط نیوز در ۱۸ مرداد ۱۳۹۳، رسول دیناروند رئیس سازمان غذا و دارو با اشاره به وجود روغن پالم در فراورده‌های لبنی گفت، این اولین باری نیست که روغن پالم به محصولات لبنی افزوده می‌شود. درگذشته نیز این روغن در لبنیات پرچرب دیده شده و با آن تخلف برخورد شده‌است وزیر نیز اعلام کرده‌است که در گذشته شاهد این تخلف بوده‌ایم. دیناروند گفت، در ۳–۴ روز اخیر در تمام استان‌ها، معاونت‌های غذا و دارو مأمور جمع‌آوری نمونه‌ها شدند تا متخلفان را شناسایی و به دستگاه قضایی معرفی کنیم. همچنین به مردم نیز اطلاع‌رسانی خواهد شد تا خیالشان از بابت لبنیات آسوده شود. دیناروند رئیس سازمان غذا و دارو با بیان این‌که استفاده از روغن پالم در محصولات لبنی پرچرب مانند پنیر و خامه بیشتر دیده می‌شود، گفت، آلودگی در شیر و کره نسبت به خامه و پنیر بسیار کمتر است.
رئیس سازمان غذا و دارو در ۱۹ مرداد ۱۳۹۳ دربارهٔ آخرین وضعیت پروندهٔ استفادهٔ غیرمجاز از روغن پالم در لبنیات در پاسخ به پرسش «چند نمونه تخلف پیدا کردید؟» به روزنامهٔ اعتماد خبر داد، گزارش‌های استانی هنوز ارسال نشده اما آزمایشگاه مرجع تهران ۹ نمونه را شناسایی کرد.

### توقف تولید محصولات آلوده و بازنگری استانداردهای ملی
سازمان غذا و داروی وزارت بهداشت و درمان و مؤسسه استاندارد و تحقیقات صنعتی ایران در ۲۰ مرداد (۱۱ اوت) در اطلاعیه‌ای مشترک از توقف عرضه محصولات لبنی غیرمجاز خبر دادند و اعلام کردند که استانداردهای ملی ایران در تولید فرآوده‌های لبنی و بستنی بازنگری خواهد شد. در اطلاعیهٔ وزارت بهداشت آمده بررسی‌های انجام شده «نشان‌دهندهٔ بروز تخلف در تعدادی از واحدهای تولیدی فراورده‌های لبنی پرچرب بوده» اما اکنون تولید و عرضهٔ آن‌ها به بازار ممنوع شده‌است، همچنین متخلفان به دستگاه‌های قضایی معرفی شده و پروانه‌های کاربرد علامت استاندارد و پروانه‌های بهداشتی تولید و ساخت فراورده‌های مذکور باطل می‌شود. در ضمن به منظور جلوگیری از هرگونه امکان سوءاستفاده، استانداردهای مربوط بازنگری شود به نحوی که نسبت به حذف چربی گیاهی یا بهبود ترکیبات اسید چرب گیاهی اقدام گردد."

### برگشت فراورده‌های لبنی پرچرب به کارخانجات
محمدرضا اسماعیلی، مدیرعامل اتحادیه صنایع لبنی ایران، از برگشت بیش از ۵۰ درصدی فراورده‌های لبنی پرچرب همچون شیر و ماست به کارخانجات خبر داد. وی در خبری که در آفتاب در تاریخ ۲۱ مرداد ۱۳۹۳ منتشرشد، در گفتگو با ایرنا، افزود: سخنان رسانه‌ای وزیر بهداشت، درمان و آموزش پزشکی مبنی بر استفاده از روغن پالم به جای چربی حیوانی در ترکیبات ماست و شیر پرچرب که موجب نگرانی و تشویش اذعان عمومی شده بود، سبب گردید بخش عمده محصولات لبنی طی یک هفته اخیر مرجوع و به کارخانجات عودت داده شود. وی همچنین‌گفت: اتحادیهٔ صنایع لبنی که عرضهٔ فراورده‌های لبنی در میدان‌های میوه و تره‌بار و تعاونی‌های مصرف کشور را بر عهده دارد حاکی از آن است که فروش این محصولات نیز در این بازارها ۲۰ تا ۳۰ درصد کاهش یافته‌است. وی همچنین گفت: وزارت بهداشت به‌جای ایجاد نگرانی در جامعه بهتر بود واحدهای لبنی متخلف را معرفی و با آنان برخورد قانونی می‌کرد نه آن‌که این موضوع را به کل صنایع لبنی تعمیم دهد. اسماعیلی اظهار داشت: در حال حاضر تمام ابزارهای کنترل کیفیت کارخانجات لبنی در دست وزارت بهداشت است، به‌طوری که در هر کارخانهٔ تولیدکنندهٔ فراورده‌های لبنی یک نمایندهٔ کنترل کیفیت محصول از سوی وزارت بهداشت و سازمان استاندارد ایران حضور دارند، حال با حضور نمایندگان وزرات بهداشت و سازمان استاندارد چگونه کارخانجات می‌توانند تخلف کنند.

بنا به نوشتهٔ پایگاه اطلاع‌رسانی شبکه خبر، با این‌که وزیر بهداشت استفاده از روغن پالم در لبنیات و زیان آن را برای سلامتی تأیید کرده و گفت، در تولید لبنیات به بازار آمده به‌جای چربی طبیعی، بدترین چربی صنعتی استفاده شده‌است، اما رئیس سازمان استاندارد حرفی دیگر داشت. ماجرای شیرهای آلوده به روغن پالم، صنایع و بازار مصرف صنایع لبنی را دچار بحران کرد. به گزارش ولی خلیلی از خبرآنلاین، گزارش‌های میدانی نشان می‌داد قیمت انواع شیرهای کم‌چرب در بازار به‌دلیل افزایش تقاضا افزایش یافته و از سوی دیگر مدیران برخی صنایع لبنی خبر دادند به‌دلیل اتفاقاتی که رخ داد، خط تولید برخی تولیداتشان به‌طور کامل تعطیل شد. فیروزبخت رئیس مؤسسهٔ استاندارد در گفت‌وگو با خبرآنلاین اعلام کرد: 
قبلاً نظارت بوده‌است و اتفاقاً ظرف دو سال گذشته چندین مورد هم مشاهده کرده بودیم و با متخلفان برخورد هم کرده بودیم. ما نمی‌خواستیم که مردم نگران بشوند.
فیروزبخت اعلام‌داشت پیش از این نیز همواره برخورد با متخلفان صورت گرفته بوده‌است و قانون هم در این زمینه متعهد و محکم است.
دیناروند معاون سید حسن قاضی‌زاده هاشمی وزیر بهداشت، در پاسخ به سؤالی دربارهٔ علت رسانه‌ای نشدن «اسامی شرکت‌های متخلف» لبنی که از روغن پالم در تولید محصولات‌شان استفاده کرده‌اند گفت، شرکت‌های معتبری وجود دارند که بیش از ۱۰۰ محصول تولید می‌کنند که ممکن است در یکی از محصولات آن‌ها تخلفی وجود داشته باشد، بنابراین اگر بخواهیم بیش از تخلف مربوط با این شرکت‌ها برخورد کنیم ممکن است کل تولید آن شرکت آسیب ببیند و این امر از نظر شرعی صحیح نیست.
رسول دیناروند در دومین همایش مدیران آزمایشگاه‌های همکار و مجاز، دربارهٔ روغن پالم، داستان پالم را نشان‌دهنده جایگاه وزیر بهداشت و اعتماد مردم به وی دانست که این موضوع سرمایهٔ بزرگی است و به‌نظر او باید از این سرمایه در جهتی صحیح استفاده شود. وی اشاره‌داشت که تخلفاتی در این زمینه صورت گرفته بود که با آن برخورد شد. یک سوم روغن مصرفی دنیا پالم است اما ایران در این زمینه افراط کرد به‌طوری که در چند سال اخیر یک دوم روغن مصرفی کشور را پالم تشکیل داده بود. وی در پایان بر لزوم تقویت و ارتقای آزمایشگاه‌های کنترل غذا و دارو تأکید کرد و گفت، واقعیت آن است که قدرت تخلف و تقلب از نظر علمی بالا رفته به‌طوری که گاهی آزمایشگاه‌های کنترل از توانمندی متخلفان عقب مانده‌اند. البته تعداد متخلفان معدود است.
حسین چمنی دربارهٔ نتایج اظهارنظر نسنجیده دربارهٔ لبنیات، گفت، اعتماد عمومی مردم به صنعت شیر خدشه‌دار شد، اعتماد عمومی نسبت به کارکرد دستگاه‌های نظارتی هم با این اظهارنظرها کاهش یافته‌است و سرانهٔ مصرف شیر هم به‌طور کلی کم شد.
در نهایت چندی پس از آن‌که وزیر بهداشت، درمان و آموزش پزشکی از تخلف برخی شرکت‌های لبنی در استفاده از روغن پالم، در فراورده‌های لبنی پرچرب هشدار داده‌بود، در ۱۰ شهریور ۱۳۹۳ در خبری از ایرنا اعلام شد در پایان مدیر کل اداره نظارت بر مواد غذایی سازمان غذا و دارو گفت، صدور مجوز واردات روغن دوباره به این سازمان بازگشت، پس از مباحثی که پیرامون ورود روغن پالم شکل گرفت صدور این مجوزها دوباره به سازمان غذا و داروی وزارت بهداشت برگشت.
به گزارش فارس در ۱۶ شهریور ۱۳۹۳ اعلام شد درحالی‌که زمان اندکی از هشدار متخصصان بهداشتی دربارهٔ استفاده از روغن پالم و انواع بیماری‌ها مانند سکته قلبی و ابطال مجوز استفادهٔ ۴۵۰ کارخانهٔ لبنی می‌گذرد، ولی سازمان استاندارد، می‌خواهد معیار جدیدی برای استفاده از پالم در لبنیات را تا آخر شهریور اعلام کند. به گزارش خبرنگار اقتصادی خبرگزاری فارس، مفهوم این است که استفاده از این روغن در لبنیات ادامه می‌یابد، تنها استانداردهای جدید تعریف می‌شود که در چه محصولی و به چه میزان از این روغن استفاده شود، این در حالی است که چند هفته پیش از آن، در پی افشای وزیر بهداشت از مضرات روغن پالم گیاهی، مجوز استفاده از پالم در۴۵۰ کارخانهٔ لبنی باطل اعلام شد.
نماینده مردم بروجرد در مجلس که از اعضای کمیسیون کشاورزی، آب و منابع طبیعی مجلس است، در گفت‌وگو با ایسنا منطقه لرستان، با انتقاد از این‌که فضایی که ایجاد شده آسیب جدی به کارگاه‌ها و دامداران وارد کرد، بیان کرد که، «این‌که در برخی از محصولات لبنی از روغن پالم استفاده شده باید بررسی شود که چه واحدهایی بودند؟ آیا مجوز داشتند؟ و چنان‌چه واحدی تخطی کرده به این معنا نیست که کل صنعت لبنیات زیر سؤال برود و آسیب ببیند.»، بهرام بیرانوند نماینده مردم بروجرد افزود، «سؤال این‌جاست که وزارت بهداشت چگونه می‌تواند این فضا را جبران کند، فروشندگان، فروشگاه‌ها و سوپرمارکت‌ها اعلام کردند که بخش اعظمی از محصولات آن‌ها به کارخانه عودت شده و با این تفاسیر خرید شیر کاهش یافته و متأسفانه دامدار به شدت متضرر شده‌است.»
شایعهٔ ضرر پالم در لبنیات مصرفی مردم خیلی زود دهان به دهان گشت و موجبات نگرانی مردم را فراهم ساخت، گفته می‌شود لبنیات تولیدی تمام شرکت‌ها دارای پالم نبوده و تنها برخی شرکت‌ها پالم استفاده می‌کردند و اساساً میزان مصرف آن در برخی لبنیات با استاندارهایی تعریف‌شده‌است. درحالی‌که عدم اطلاع‌رسانی شفاف در این باره موجب وارد آمدن زیان‌های فراوان به صاحبان صنایع به‌ویژه تولیدکنندگانی شد، که تولید را در مسیر صحیح انجام داده‌بودند. به‌گزارش ایسنا، به گفتهٔ دبیر انجمن صنایع لبنی پیش از این وزارت بهداشت برای تولید هفت قلم کالای لبنی به ۴۵۰ کارخانه مجوز استفاده از روغن پالم داده بود.

### تعیین جایگزین دیگری به‌جای روغن گیاهی پالم
پس از ماجرای روغن پالم در شیر و لبنیات، ابهامات بسیاری در اذهان عمومی ایجاد شد که گویا همهٔ کارخانه‌های لبنی از این چربی گیاهی در محصولات خود استفاده می‌کنند، به اعلام وبگاه خبرآنلاین در ۲۵ شهریور ۱۳۹۳، طی توافقاتی که مابین صنایع لبنی با سازمان غذا و دارو، سازمان استاندارد و دیگر دستگاه‌های نظارتی شد، متعهد شدند تا، از پایان شهریور ماه روغن پالم و هرگونه چربی گیاهی را از همهٔ تولیدات لبنی خود حتی، آن دسته از محصولاتی که پیش از این برای استفاده از روغن پالم مجوز داشتند، حذف کنند و از تاریخ ذکرشده به بعد در تولیدات لبنی به‌جای استفاده از روغن پالم از چربی طبیعی موجود در شیر و چربی حیوانی، استفاده شود. استفاده از چربی حیوانی و چربی طبیعی موجود در شیر به این صورت است که به‌عنوان مثال برای تولید شیر یا ماست پرچرب از خامه با ۴۰ درصد چربی البته با اندازه و دوزهای مشخص استفاده می‌شود. ماجرای پالم در شیر و لبنیات، وزارت بهداشت را با انتقاداتی مواجه ساخت، که یکی از آن‌ها انتقاد از سوی جامعهٔ دامپزشکان ایران بود. پس از گذشت مدتی جامعهٔ دامپزشکان ایران، در نامه‌ای بلند بالا به وزیر بهداشت، هجمه علیه صنایع لبنی و استفاده از روغن گیاهی را «فاقد پشتوانهٔ علمی و خارج از اعتدال» دانستند. خارج از همهٔ هیاهوهایی که در داستان پالم به‌وجود آمد، نامهٔ جامعهٔ دامپزشکان خطاب به وزیر بهداشت چند نکتهٔ قابل تأمل دارد، که یکی از آن‌ها آنجاست که با پرسشی ذکر می‌کند: "بخش عمده‌ای از روغن پالم در روغن‌های سرخ‌کردنی به عنوان پایهٔ این روغن‌ها مصرف می‌شود، دریافت روغن پالم از طریق مصرف روغن سرخ‌کردنی در سطح کشور بیشتر است یا از راه مصرف لبنیات؟".

بنا به گزارشی در سایت خبرآنلاین در تاریخ ۲ مهر ۱۳۹۳ محمد فربد عضو انجمن صنفی صنایع اعلام کرد: «در حال حاضر موضوع استفاده از روغن گیاهی در صنعت لبنیات در کمیته‌های فنی و تخصصی لازم در حال بررسی و مطالعه است و حتی از کارشناسان بین‌المللی از کشورهای پیشرفته‌ای مانند کانادا نیز استفاده می‌شود تا به جمع‌بندی دقیقی در خصوص استفاده از روغن گیاهی از جمله پالم در صنعت لبنیات برسیم چرا که در حال حاضر روغن گیاهی در لبنیات در همهٔ دنیا استفاده می‌شود اما در ایران به‌دلیل ابهاماتی که اخیراً به‌وجود آمد تا به نتیجه رسیدن موضوع در کمیته‌های تخصصی، منتفی شده‌است.» این عضو انجمن صنفی صنایع لبنی افزوده‌است: 
گرچه روغن گیاهی استفاده شده در صنعت لبنیات مضر نبود اما در این طرح که اخیراً اجرا شد و استفاده از این روغن گیاهی تا اطلاع ثانوی ممنوع شد.
محمد فربد در این گزارش اعلام داشت، «برخی از طرحِ این ابهام برای صنعت لبنیات، و افزایش میل مردم به سمت ماست‌بندی‌های سنتی، منافعی را دنبال می‌کنند.»
بنا به گزارش خبرآنلاین در سه‌شنبه ۲۲ مهر ۱۳۹۳، سید حسن قاضی‌زاده هاشمی در رابطه با اظهارات در خصوص کاهش چشم‌گیر صادرات لبنیات، گفت: «رسانه‌ای شدن مصرف برخی صنایع لبنی از روغن پالم، نه تنها کاهشی در میزان صادارات این‌گونه فراورده‌ها را به‌دنبال نداشت بلکه با افزایش صادرات نیز مواجه بودیم.» وی همچنین اضافه‌کرد:
تمام مجوزهایی که درگذشته جهت استفاده از این روغن در لبنیات صادر شده بود، باطل گردید. البته هدف‌گذاری شورای عالی امنیت غذا کاهش ۳۰ درصدی مصرف روغن پالم در کل کشور است که امیدواریم بتوانیم این عدد را به ۱۵ درصد برسانیم.